# Regierung Martens IX
Die belgische Regierung Martens IX war vom 29. September 1991 bis zum 7. März 1992 im Amt. Am 9. Oktober 1991 erhielt sie das Vertrauen der Abgeordnetenkammer und des Senats. Sie bestand aus siebzehn Ministern (Premierminister inbegriffen) und neun Staatssekretären.
Diese neunte von Wilfried Martens (CVP) angeführte Regierung setzte sich aus flämischen und frankophonen Christlichsozialen (CVP und PSC) und Sozialisten (SP und PS) zusammen. Die Regierung Martens IX ist die Nachfolgerin der Regierung Martens VIII, die aus Christlichsozialen, Sozialisten und der flämisch-nationalistischen Volksunie (VU) zusammengestellt war. Martens IX entstand nach dem Rücktritt aus der Regierung der VU, die sich weigerte, dem Export von Waffen aus der Wallonischen Region nach Saudi-Arabien zuzustimmen. Ohne die VU besaß die Regierung zwar immer noch eine absolute Mehrheit im Parlament, jedoch keine Zweidrittelmehrheit, die für eine angestrebte Staatsreform notwendig gewesen wäre.
Die Laufzeit der Regierung Martens IX war nur kurz, da für den 24. November 1991 bereits Neuwahlen angesetzt waren. Trotzdem gab es gegen Ende ihrer Laufzeit und nach den Wahlen einige personelle Veränderungen. So zogen sich Luc Van den Brande, Wivina Demeester und Leona Detiège aus der scheidenden nationalen Regierung zurück, um der flämischen Regierung beitreten zu können, in der Van den Brande Ministerpräsident wurde. Als er zum Parteivorsitzenden der PS gewählt wurde, verließ auch Philippe Busquin die Regierung.
Bei den Wahlen vom 24. November 1991 konnte die Koalition zwar ihre Mehrheit behalten, musste aber Verluste hinnehmen. Die Wahlen, bei denen der rechtsradikale Vlaams Blok zahlreiche Stimmen erhielt, gingen besonders in Flandern als „schwarzer Sonntag“ (ndl. Zwarte Zondag) in die Geschichte ein. Wilfried Martens sah sich somit nicht bestätigt und stand nicht mehr für eine Regierungsbildung zur Verfügung. Er überließ das Feld Jean-Luc Dehaene (CVP), der am 7. März 1992 die Regierung Dehaene I bildete.

## Zusammensetzung
| Minister | Name                                      | Partei |
| --- | ----------------------------------------- | ------ |
| Premierminister | Wilfried Martens                          | CVP    |
| Vizepremierminister, Minister für institutionelle Reformen, beauftragt mit der Neustrukturierung des nationalen Unterrichtswesens und des Ministeriums der Brüsseler Region | Philippe Moureaux                         | PS     |
| Vizepremierminister, Minister für Wirtschaft, Planung und die Neustrukturierung des nationalen Unterrichtswesens                                                            | Willy Claes                               | SP     |
| Vizepremierminister, Minister für Verkehrswesen und institutionelle Reformen                                                                                                | Jean-Luc Dehaene                          | CVP    |
| Vizepremierminister, Minister für Justiz und den Mittelstand | Melchior Wathelet                         | PSC    |
| Ministerin für den Haushalt und für Wissenschaftspolitik Amt am 21. Januar 1992 aufgelöst und Zuständigkeiten von Premierminister Martens übernommen                        | - bis 21. Januar 1992: Wivina Demeester   | - CVP  |
| Minister für äußere Angelegenheiten | Mark Eyskens                              | CVP    |
| Minister für Finanzen | Philippe Maystadt                         | PSC    |
| Minister für Außenhandel | Robert Urbain                             | PS     |
| Minister für Soziales Amt am 25. Januar aufgelöst und Zuständigkeiten von Vizepremierminister Moureaux übernommen                                                           | - bis 25. Januar 1992: Philippe Busquin   | - PS   |
| Minister für Landesverteidigung | Guy Coëme                                 | PS     |
| Minister für innere Angelegenheiten, die Modernisierung des öffentlichen Dienstes und nationale kulturelle und wissenschaftliche Einrichtungen                              | Louis Tobback                             | SP     |
| Minister für Entwicklungszusammenarbeit und der Ministerin für Wissenschaftspolitik beigeordnet                                                                             | Erik Derycke                              | CVP    |
| Minister für Pensionen | Gilbert Mottard                           | PS     |
| Minister für Beschäftigung und Arbeit Amt am 21. Januar 1992 aufgelöst und Zuständigkeiten von Staatssekretärin Smet übernommen                                             | - bis 21. Januar 1992: Luc Van den Brande | - CVP  |
| Minister für Post-, Telegrafen- und Telefonwesen | Marcel Colla                              | SP     |
| Minister für den öffentlichen Dienst | Raymond Langendries                       | PSC    |
| Staatssekretäre | Name                                      | Partei |
| Staatssekretär für Energie | Élie Deworme                              | PS     |
| Staatssekretär für den Mittelstand und Kriegsopfer | Pierre Mainil                             | PSC    |
| Staatssekretär für Europäische Angelegenheiten und Landwirtschaft | Paul De Keersmaeker                       | CVP    |
| Staatssekretärin für Umwelt, soziale Emanzipation, Beschäftigung und Arbeit bis 21. Januar 1992: Staatssekretärin für Umwelt und soziale Emanzipation                       | Miet Smet                                 | CVP    |
| Staatssekretärin für Europa 1992 | Anne-Marie Lizin                          | PS     |
| Staatssekretär für öffentliche Gesundheit und Behindertenpolitik | Roger Delizée                             | PS     |
| Staatssekretärin für Pensionen Amt am 21. Januar 1992 aufgelöst | - bis 21. Januar 1992: Leona Detiège      | - SP   |
| Staatssekretär für Wissenschaftspolitik | Pierre Chevalier                          | SP     |
| Staatssekretär für institutionelle Reformen, KMU und die Neustrukturierung der öffentlichen Arbeiten                                                                        | Jos Dupré                                 | CVP    |